# Antiphos fils de Thessalos
Pour les articles homonymes, voir Antiphos.
Dans la mythologie grecque, Antiphos (en grec ancien Ἄντιφος), fils de Thessalos et petit-fils d'Héraclès, est le roi de l'île de Cos, et l'un des deux chefs argiens, avec son frère Phidippe, à rallier depuis le Dodécanèse l'armée d'Agamemnon.
Il est cité dans le Catalogue des vaisseaux, avec Phidippe, pour diriger trente nefs de guerriers venus « de Nissyre, Crapathe, Casse, Cos et des îles Calydnes ». Dans la tradition cyclique, Antiphos échoue en Thessalie lors du retour de Troie et donne à cette terre le nom de son père. Strabon, qui rapporte plusieurs mythes distincts sur l'origine du nom « Thessalie », cite notamment des « conquérants étrangers sortis d'Éphyre en Thesprotie et issus d'Antiphus et de Phidippe », nommant le pays d'après leur ancêtre.